# SolydXK
SolydXK（ソリド エックス ケー）はLinuxディストリビューションの一つであり、Debianベースのローリングリリースのオペレーティングシステムである。
SolydXKは、 プロプライエタリなソフトウェア（Adobe Flash、Steam）を含んでいる。

## 歴史
SolydXKは非公式バージョンとして、2012年にLinux MintのDebian版（LMDE）での、KDEデスクトップ環境として始まった。
2012年11月には、Linux Mint（LMDE版）でKDEの開発が止まった。SolydXKは、つぎの2つのデスクトップ環境をサポートするために開始した。 "SolydK" は KDEバージョンを指し、"SolydX" は 、Xfceバージョンを指す。SolydXKという名称は2個単語をの合同させた英単語である。 

## 特徴
SolydXKの中核となるエディションの、SolydXとSolydKの2つは、32ビットと64ビットの両方でLiveCDのインストーラが利用できる。
SolydK BEはビジネス版である。SolydK BEはDebianの安定版上に構築されている。いっぽう、SolydXKはDebianのテスト版に構築されている。
SolydK BO（バックオフィス）は、中小企業や非営利組織に重点を追加している。SolydK BOはインストーラ付きのLiveCDとしてダウンロード可能である。また、任意のSolydXKはリポジトリからメタパッケージをインストールすることで変換できる。
このディストリビューションは、ローリングリリースモデルの更新プログラムを提供している。更新は「アップデートパック」として3か月ごとにリリースされ、Debianのテスト版パッケージのスナップショットに基づいている。